# Kaplanhof (Linz)
Kaplanhof ist ein Stadtviertel im Zentrum der oberösterreichischen Landeshauptstadt Linz. Der frühere statistische Bezirk Kaplanhofviertel wurde im Jahr 2014 in Richtung Hafen erweitert und heißt nun ebenfalls Kaplanhof.

## Geographie
Das Kaplanhofviertel liegt im nordöstlichen Zentrum von Linz. Es wird im Norden von der Unteren Donaulände, im Osten von einer Bahnlinie und der Industriezeile, im Süden von der Krankenhausstraße und im Westen von der Gruberstraße begrenzt. Das Viertel grenzt im Norden und Westen an das Rathausviertel, im Osten an das Hafenviertel, im Süden an das Franckviertel und im Südwesten an das Neustadtviertel. Der Flächenanteil am Stadtgebiet von Linz beträgt 0,9 %.
Der Stadtteil Kaplanhof liegt in den Katastralgemeinden Linz und Lustenau.

## Gebäude
- Allgemeines Krankenhaus der Stadt Linz
- Pädagogische Hochschule Oberösterreich
- Höhere Bundeslehranstalt für künstlerische Gestaltung Linz
- Oberösterreichische Gebietskrankenkasse
- Evangelisches Krankenhaus der Diakonissen
- Frauenklinik
- Tabakfabrik
- Landespolizeidirektion Oberösterreich